# 神鬼认证系列电影
谍影重重系列电影是根据美國驚悚小說作家羅勃·陸德倫於1980年代所寫的膾炙人口系列小说所拍摄的系列电影，由麥特·戴蒙主演。故事同樣環繞在一名失憶症的男子，同樣也找到一個名字傑森·伯恩，不過故事主線不同的是，卡洛斯並未於電影中出現，取而代之的是規模龐大的中央情報局，於是第一部、第二部、第三部等三部電影，正是伯恩與CIA之間的鬥智對決。這電影三部曲與小說的差別雖然很大，不過仍然使用小說中的人名、概念，例如伯恩的女朋友瑪莉也是小說中伯恩的妻子、行動長官亞歷山大·康克林也是小說中的主角之一，同樣也是遵守著陸德倫的「小人物遇上大陰謀」的故事概念。
环球电影公司于2012年暑假推出第四部，本片是第三部的外传，导演表示杰森·伯恩永远不会被取代，只是不会在这一集中出现，并随时欢迎伯恩归队。故事讲述一名隐匿身分的政府特工亞倫·克羅斯，执行一项更加危险的任务。
第五部於2015年9月開始拍攝，並於2016年7月上映。

## 角色

### 正派
| 角色                      | 簡介                                                                                           |
| 傑森·伯恩 Jason Bourne    | 未知身分的絆腳石計劃特工，在任務失敗後遭到CIA追殺，也在自己女友被殺死後對組織進行復仇。        |
| 瑪麗·克盧茲 Marie Kruetz  | 四處流浪、居無定所的德國籍女孩，伯恩的女朋友，與伯恩逃亡兩年後在印度遭到殺害。                 |
| 妮基·帕森斯 Nicky Parsons | 絆腳石計畫巴黎聯絡人，原先為CIA的人員，後來成為幫助伯恩的人，心裡也對伯恩產生好感。            |
| 潘蜜拉·蘭迪 Pamela Landy  | CIA行動指揮，一開始將伯恩視為敵人，但後來開始相信他的理念，也與伯恩合作公開了黑荊棘計畫。      |
| 亞倫·克羅斯 Aaron Cross   | 成果計畫特工，在阿拉斯加訓練站進行訓練，機智矯健，每天都會服用藥丸，也會為了拿到藥丸不惜血本。 |
| 瑪塔·雪林 Marta Shearing  | 成果計畫藥物研究部門的高階研究博士，擁有高薪與高權限，在實驗室槍擊案倖存後遇到CIA追殺。        |

### 反派
| 角色                              | 簡介 |
| 亞歷山大·康克林 Alexander Conklin | 絆腳石計劃指揮官，伯恩的上司，最後在絆腳石計劃關閉後被沃德安排的刺客開槍射殺身亡。                      |
| 沃德·阿伯德 Ward Abbott           | CIA副局長，絆腳石計劃的幕後黑手，爲了以防萬一將絆腳石計劃關閉，但在自己的罪證被伯恩揭發後自殺身亡。     |
| 諾亞·沃森 Noah Vosen              | 黑荊棘計劃指揮官，CIA最高反恐局指揮官，冷血無情、號稱逆我者亡，試圖處決一切阻擋自己的人。               |
| 阿爾伯特·赫斯 Albert Hirsch       | 黑荊棘計劃與傑森·伯恩的創始人，也因爲計劃暴露而被逮捕，但卻因爲不明原因而死在酒店裏。                   |
| 瑞克·拜爾 Eric Byer               | 國家研究評估中心的政府後防機構主管，也被CIA推薦管理所有計劃，也爲了方便而將所有成果計劃的特工全部銷毀。 |

## 計劃
- 「絆腳石計劃」

創始人：阿爾伯特·赫斯

行動指揮官：亞歷山大·康克林、沃德·阿伯德

簡介：CIA爲清除所有對組織有威脅的人員的計劃，傑森·伯恩為頂尖刺客，卻在刺殺非洲獨裁者尼日瓦·萬波西時失敗且下落不明，指揮官亞歷山大·康克林命令所有刺客前去暗殺，但卻被伯恩一一擊倒。最後康克林親自指揮行動，但也遲遲無法抓到伯恩而被沃德·阿伯德安排的刺客射殺身亡，沃德也最終將絆腳石計劃全面關閉。
- 「黑荊棘計劃」

創始人：阿爾伯特·赫斯

行動指揮官：諾亞·沃森、沃德·阿伯德（已死亡）

簡介：CIA爲關閉的絆腳石計劃提出的升級版，將所有暗殺行動全部去除政府許可，也可以經過任何手段進行暗殺行動。計劃被衛報記者賽門·羅斯知曉而差點公諸於世，但傑森·伯恩因為與羅斯的見面而知道了計劃，伯恩隨後將所有計劃全部偷出而交給潘蜜拉·蘭迪，潘蜜拉也將整個計劃公諸於世。

## 影響
《神鬼認證》系列最為人稱道的便是他的真實性，相較於詹姆斯·邦德的虛幻不實際，傑森·伯恩平民英雄的真實性深受人們感同身受，甚至於同情，而最精采的莫過於陸德倫嚴謹紮實的組織資訊，各大組織之間的互鬥情節，陸德倫快速厚實的筆法，使的讀者也相當的喜愛。而電影版上映之後，傑森·伯恩已經是繼詹姆斯·邦德、伊森·亨特（《職業特工隊》系列主角）之後最受歡迎的諜報人員，IMDB等網站也對於《神鬼認證》三部曲電影評價相當的高，顯示著《神鬼認證》的效應正持續發酵。但因電影的第四部主角改為亞倫·克羅斯 / 肯尼斯·吉德森，而評價褒貶不一。

## 外部連結
- Bourne Movies at the Box Office（页面存档备份，存于） at Box Office Mojo
- 拨开《谍影重重》背后层层迷雾（页面存档备份，存于）
- 連登討論區（页面存档备份，存于）